# Neocorynura cuprifrons
Neocorynura cuprifrons är en biart som först beskrevs av Smith 1879.  Neocorynura cuprifrons ingår i släktet Neocorynura och familjen vägbin. Inga underarter finns listade i Catalogue of Life.